# Powerless (Linkin Park)
Powerless is een nummer van de Amerikaanse alternatieve rockgroep Linkin Park. Het is geschreven door Chester Bennington en Mike Shinoda en geproduceerd door Shinoda in de NRG Recording Studios en The Stockroom in Los Angeles, de Verenigde Staten. Het nummer werd op 30 oktober 2012 door Machine Shop Recordings en Warner Bros. Records uitgebracht als digitale single in Japan. Het is de derde single van het vijfde studioalbum Living Things, dat op 22 juni 2012 uitkwam. De single Powerless bevat artwork en alleen het nummer en is alleen in Japan verkrijgbaar.

## Opname en compositie
Powerless is geschreven door de hoofdvocalisten Chester Bennington en Mike Shinoda terwijl Shinoda samen met Rick Rubin de productie voor zijn rekening nam. Het werd opgenomen in februari 2012 in de NRG Recording Studios in Los Angeles opgenomen onder de demotitel Tinfoil. Powerless is in feite het tweede stuk van de demo. Het eerste stuk was een instrumentale introductie van het nummer. Deze twee delen zijn uiteindelijk gesplitst omdat de band van mening was dat het hele nummer te lang zou zijn. Tinfoil is op het album de introductie van Powerless geworden. Powerless is als twaalfde nummer het afsluiter van Living Things.
Powerless is een mid-tempo nummer dat lockstepbreaks, opzwellende harmonieën en "fluisterende synthesizers". Het is een op piano gebaseerde productie dat beschreven wordt alsof het een "elektro-gotische atmosfeer heeft, dat vergelijkbaar is met Bruno Mars' It Will Rain van The Twilight Saga: Breaking Dawn Part 1". Het nummer, een "klassieke Linkin Park anthem", bevat "drukke percussie en elektronica als basis, een opzwepend refrein en een Coldplay-achtige brug" en is vergeleken met een zacht vuurtje dat steeds sterker wordt. Tekstueel is het een nummer vanuit het perspectief van een persoon die te maken heeft met een zelfdestructieve vriend die ogenschijnlijk het verleden achter zich had gelaten maar dit slecht schijn was en hiermee de hoofdpersoon verrast.

## Release, promotie en videoclip
Powerless werd gebruikt in de eindcredits van de film Abraham Lincoln: Vampire Hunter, dat geregisseerd is door Timoer Bekmambetov. Ter promotie van de film is er een videocliip opgenomen dat afgewisseld wordt met beelden van de band die het nummer speelt en met beelden uit de film. Dit fungeert als een muzikale trailer van de film. De opnames van de band zijn opgenomen op 5 juni 2012 in de Duitse Admiralspalast in Berlijn, de dag waarop en op de locatie waar de band in de avond zou optreden. Het nummer is echter tijdens de optredens en tours in 2012 niet live uitgevoerd. Bekmanbetov heeft deze clip ook geregisseerd. Hij vond dat het nummer goed in de film paste. Op 27 november werd een andere versie van de videoclip uitgebracht. Deze duurde twee minuten en wisselden beelden af uit de film en beelde uit het Power the World-campagne van Music for Relief, het goede doel dat de band heeft opgezet.

## Ontvangst
Billboard noemde Powerless als een voorbeeld waarom "Linkin Park nog steeds leeft terwijl haar nu-metalgenoten van vroeger nu enigszins uit de weg zijn geschoven". AltSounds was minder positief en vond dat het nummer "wel degelijk groter en gedurfder is dan de meeste van de nummers op het album, maar het schokt je niet dusdanig zoals je dat gewild zou hebben."

## Tracklist
Alle muziek en teksten zijn geschreven door Linkin Park. 
| Nr. | Titel     | Duur  |
| --- | --------- | ----- |
| 1.  | Powerless | 03:44 |

## Commercieel ontvangst

### Wereldwijd
| Land                | Lijst         | Piek | Bron |
| ------------------- | ------------- | ---- | ---- |
| 2012                |               |      |      |
| Verenigd Koninkrijk | UK Rock Chart | 40   |      |

Emily Armstrong · Chester Bennington · Rob Bourdon · Colin Brittain · Brad Delson 
Dave Farrell · Joe Hahn · Scott Koziol · Mike Shinoda · Mark Wakefield